# Hot Skull (série télévisée)
Hot Skull, ou Crâne brûlant au Québec, (Sıcak Kafa) est une mini-série de science-fiction dystopique turque en huit épisodes d'environ 62 minutes, d'après le roman d'Afşin Kum, produite et mise en ligne le 2 décembre 2022 sur Netflix.

## Synopsis
Un « virus sémantique » fait des ravages : les personnes atteintes, appelées « babilleurs », tiennent des discours incohérents, qui contaminent ceux qui les écoutent. Le SMK (institut anti-épidémies) a pris le pouvoir et régente la vie des gens. Un linguiste qui a fait des recherches sur cette maladie, Murat Siyavuş, est parvenu à obtenir une immunité au virus, au prix de fortes fièvres. Il se cache chez sa mère, mais la police du SMK finit par retrouver sa trace.

## Distribution

### Acteurs principaux
- Osman Sonant (tr) (VF : Damien Boisseau) : Murat Siyavuş
- Hazal Subaşı (tr) (VF : Olivia Nicosia) : Şule
- Şevket Çoruh (tr) (VF : Frédéric Souterelle) : Anton Kadir Tarakçı
- Kubilay Tunçer (VF : Gabriel Le Doze) : Fazıl Eryılmaz
- Arda Aranat (VF : Esteban Oertli) : Arif
- Tilbe Saran (VF : Marie-Madeleine Burguet-Le Doze) : Emel, la mère de Murat
- Erdem Akakçe (VF : Nicolas Justamon) : Cevat

### Acteurs récurrents
- Furkan Kalabalik (VF : Julien Allouf) : Serhat
- Hakan Gerçek (VF : Stefan Godin) : Can
- Özgür Emre Yıldırım (VF : Jean-Rémi Tichit) : Özgür Çağlar
- Gonca Vuslateri (VF : Audrey Sourdive) : Yasemin
- Barış Yıldız (VF : Bruno Magne) : Erol
- Şebnem Hassanisoughi (VF : Julie Mouchel) : Canan
- Cüneyt Uzunlar (VF : Jean-Marc Charrier) : Haydar
- Zerrin Sümer (VF : Claudine Grémy) : Makbule, la grand-mère d'Erol
- Yetkin Dikinciler : Behzat
- Münir Can Cindoruk (VF : Jérémie Bédrune) : Hakan
- Haluk Bilginer : Haluk

 Source et légende : version française (VF) sur RS Doublage

## Production

### Développement
La série adapte le roman Sıcak Kafa de l'auteur Afşin Kum, publié en Turquie en novembre 2016.

### Attribution des rôles
Le rôle principal échoit à Osman Sonant, déjà vu dans le docudrame historique L'Essor de l'Empire ottoman, et l'on retrouve aussi Şevket Çoruh qui a joué dans la comédie Aile Arasında (2017) ou encore Gonca Vuslateri vue dans Hedefim Sensin (2018).

### Tournage
La série est tournée à Istanbul.

### Fiche technique
- Titre international : Hot Skull
- titre québécois : Crâne brûlant
- Scénario : Zafer Külünk et Mert Baykal d'après le roman Sıcak Kafa d'Afşin Kum
- Réalisation : Mert Baykal, Umur Turagay
- Production : Timur Savcı, Burak Sağyaşar, Mert Baykal
- Langues : turc

## Épisodes
1. Galanthus byzantinus
2. Chat, boîte, entonnoir
3. La Sixième Zone
4. Enfiévré
5. L'aube est à nos portes, le scorpion est mort
6. 18 h 47
7. Les Roses et les Épines
8. Je m'appelle…